# Mifflin (Pensilvania)
Mifflin es un borough ubicado en el condado de Juniata en el estado estadounidense de Pensilvania. En el año 2000 tenía una población de 627 habitantes y una densidad poblacional de 1,344.9 personas por km².

## Geografía
Mifflin se encuentra ubicado en las coordenadas 40°34′06″N 77°24′13″O / 40.56833, -77.40361.

## Demografía
Según la Oficina del Censo en 2000 los ingresos medios por hogar en la localidad eran de $26,438 y los ingresos medios por familia eran $28,125. Los hombres tenían unos ingresos medios de $23,125 frente a los $20,625 para las mujeres. La renta per cápita para la localidad era de $12,048. Alrededor del 16.6% de la población estaba por debajo del umbral de pobreza.